# توم جي. موراي
توم جي. موراي هو محامي وسياسي أمريكي، ولد في 1 أغسطس 1894 في جاكسون في الولايات المتحدة، وتوفي بنفس المكان في 28 نوفمبر 1971. نشط حزبياً في الحزب الديمقراطي.

## مناصب
- انتخب مندوب [الإنجليزية]‏ (1928 – 1928).
- انتخب عضو  [لغات أخرى]‏ (1923 – 1924).
- انتخب المدعي العام [الإنجليزية]‏ (1922 – 1933).
- انتخب عضو مجلس النواب الأمريكي [الإنجليزية]‏.